# 大小姐
大小姐（ダ シャオ ジェー）は、ハロー!プロジェクト（以下ハロプロ）初の海外オーディション番組「早安家族New Star」にて特別賞を受賞したメンバーによって結成された女性アイドルグループ（その後ハロプロを離脱している）。

## メンバー
- フランシス（呉兆絃、2000年12月27日 - ）
- 愛子（舞愛子（旧・藍愛子）、2002年12月21日 - ）

## 概要
- フランシスと藍愛子とは同じ台中市に住み、家族ぐるみの付き合いをしている。
- 地元（台湾）のイベントに多数出演している

### 大小姐の名前の由来
プロデューサーの黃舒駿はフランシス&愛子の新たな名前をいろいろと考えていた。しかし、「泡泡糖（風船ガム）」、「元氣鬧鬧（元気いっぱい）」、などの70以上の名前を考えてみたがどれも納得いかずに悩んでいた。あるとき張小燕が訪れた際に、フランシスと愛子は自分たちのことを「大姐（ダーヂエ：大きなお姉さん）」です、「小姐（シャオヂエ：お姉さん）」です、と自己紹介したことから大小姐の名前がひらめいたという。「大小姐」とはお金持ちのお嬢さんという意味もあるが、大姐と小姐で無邪気に大小姐だというのがいいということになった。

## 略歴
- ハロー!プロジェクト初の海外オーディション「早安家族NEW STAR」における候補者の最年少組。同オーディション[1]では「早安幼幼組」と呼ばれていた。
- 2009年1月、ハロプロコンサートに出演、3月にハロプロメンバー入り。
- 2009年9月14日、ユニット名「大小姐」として台湾で2009年9月15日に正式デビューすることが発表された。（それまでのユニット名はフランシス&愛子（中文表記：兆絃&愛子）であった）[2]
- 2012年5月、公式サイトのアーティスト一覧から削除され、ハロー!プロジェクトを離脱した。

## ディスコグラフィ

### アルバム（台湾）
1. 我是大小姐（2009年9月15日）
2. 我是大小姐虎虎生風賀年版（2010年2月3日）
3. 加加油 大小姐（2011年1月26日）
4. Follow Me(2013年7月30日)

## 出演
- 台湾電視公司 - オーディション番組「早安家族New Star」
- Hello! Project 2009 Winter（横浜アリーナ） - 久住小春「はぴ☆はぴ サンデー!」のバックダンサー
- 台湾電視公司 - 「百萬小學堂」の主題歌担当

### TV
- 早安家族 New Star（ - 2008年9月21日）

### TVレギュラー出演
- 小孩很忙 (2010年11月 - )
- 料理偶像「料理甜甜圈」（2011年7月 - 、東森幼幼台）